# Йоан II Орсини
Йоа̀н II Орсѝни (на средногръцки: Ιωάννης Β’ Ορσίνι или ᾿Ιωάννης ∆ούκας Κοµνηνός ῎Αγγελος, на италиански: Giovanni II Orsini или Джовани Орсини), е граф-палатѝн (comes palatinus) на Графство Кефалония и Закинтос от 1323 до 1324 г. и владетел на Епирското деспотство от 1323 до 1335 г.

## Живот и властване
Йоан II е синът на кефалонийския граф Йоан I Орсини от Мария, дъщерята на Никифор I Комнин. По-големият му брат Николай Орсини се провъзгласява за владетел на Епир още през 1318 г., убивайки вуйчо си Тома I Комнин. В 1323 г. Йоан II убива брат си, наследявайки Кефалония и Епир.
В 1324 г. анжуйският сюзерен на Йоан II, Йоан Гравински, се отбива в Кефалония на път към сражение с византийците в Пелопонес и присвоява острова заедно с всичките прилежащи територии. Лишен от семейните владения, Йоан II се решава на мир с Андроник II Палеолог, в замяна на което му се позволява да установи контрол над цял Епир като васал на Византия. Той се жени за Анна Палеологина († сл. 1355), дъщеря на Андроник Палеолог Ангел, внучката на Димитър (преименуван на Михаил) Комнин Дука, който е един от синовете на Михаил II Комнин. Също като брат си, Йоан II се покръства в православната вяра и получава титлата деспот от византийския василевс.
В 1331 г. Йоан II е нападнат от Валтер VI Бриенски, владетел на Атинското херцогство и зет на Филип I и Тамара Ангелина Комнина. Когато Валтер обсажда Арта, Йоан II е принуден да приеме анжуйския сюзеренитет. Нещата се обръщат, когато Валтер се завръща на Италийския полуостров и в 1332 г. Йоан II събира достатъчно сили, нападайки и присъединявайки Тесалия, която по това време (след смъртта на Стефан Гавраилопулос) е раздирана от безпорядък и междуособици. Успехът на Йоан II предизвиква незабавния отговор на император Андроник III Палеолог, който налага своята власт над източната част от региона. В епирския двор Йоан II е раздвоен между про-византийските и про-анжуйските прослойки на благородничеството. Той умира внезапно в 1335 г., вероятно отровен от съпругата си Анна.

## Семейство
От съпругата си Анна Палеологина, Йоан II Орсини има две деца:
- Никифор II Орсини, който наследява епирския престол;
- Томаѝса Орсини, която се омъжва за Симеон Синиша Палеолог (цар на сърби и гърци), който наследява Епир през 1359 г. Дъщерята на Томаиса и Симеон Синиша, Мария Ангелина Дукина Палеологина, се омъжва последователно за владетелите на Епир Тома II Прелюбович и Исав де Бунделмонти. Тя управлява Епир еднолично като василиса в промеждутъка между смъртта на Тома Прелюбович и обявяването на Исав за деспот.